# Laranda sulcata
Laranda sulcata är en ringmaskart som beskrevs av Johan Gustaf Hjalmar Kinberg 1865. Laranda sulcata ingår i släktet Laranda och familjen Oenonidae. Inga underarter finns listade i Catalogue of Life.